# Л’Этуаль, Клод де
Клод де Л’Этуаль (фр. Claude de L’Estoile; 1602, Париж — 1652, там же) — французский драматург и поэт. Один из основателей и член Французской академии (кресло № 25) с 1634 по 1652 год.

## Биография
Сын писателя Пьера де Л’Этуаля. Его дед по материнской линии был министром юстиции при короле Франциске I. Унаследовав состояние отца, полностью посвятил себя литературному творчеству, занялся поэзией и драматургией, в 1634 году стал одним из первых членов Французской академии.
Обращался с просьбой к канцлеру Франции Пьеру Сегье о принятии под своё покровительство новосозданную Французскую академию, существующую до сих пор и имеющую 40 членов — «бессмертных».
Участник Спора о «Сиде».

## Творчество
Автор стихов, од, сонетов, эпиграмм и двух пьес «La Belle Esclave», трагикомедии, напечатанной в 1643 году, и комедии «L’Intrigue des Filous» (1644). Третья пьеса «Le Secrétaire de Saint-Innocent», осталась незаконченной. Ему также принадлежат два балета: «Le Ballet du naufrage heureux» и «Maistre Galimathias», представленных королю в 1626 году.
Сотрудничал с поэтами и драматургами Франсуа ле Буаробером, Пьером Корнелем, Жаном Ротру и Гийомом Кольте при создании так называемых пьес «пяти авторов» «L’Aveugle de Smyrne» и комедии «La Comédie des Tuileries», сыгранных в 1638 году.
Историки отмечают его требовательность к своим произведениям. Клод де Л’Этуаль работал только при свечах и, написав очередное произведение, обязательно читал свои стихи слугам, как это делали Малерб и позже Мольер, чтобы узнать, добился ли он успеха, полагая, что его стихи не были совершенны, если они не содержали определённую красоту, которую чувствуют даже самые грубые и необразованные люди.

## Избранные произведения
- Le ballet du naufrage heureux (1626)
- Maistre Galimathias… (1626)
- Vers sur le sujet du ballet du Roi (1627)
- La Comédie des Tuileries (1638)
- L’aveugle de Smyrne (1638) ou (1638)
- La belle esclave (1643)
- L’intrigue des filous (1644)